# 首部
首部（）は、漢字を部首により分類したグループの一つ。
康熙字典214部首では185番目に置かれる（9画の10番目、戌集の19番目）。

## 概要

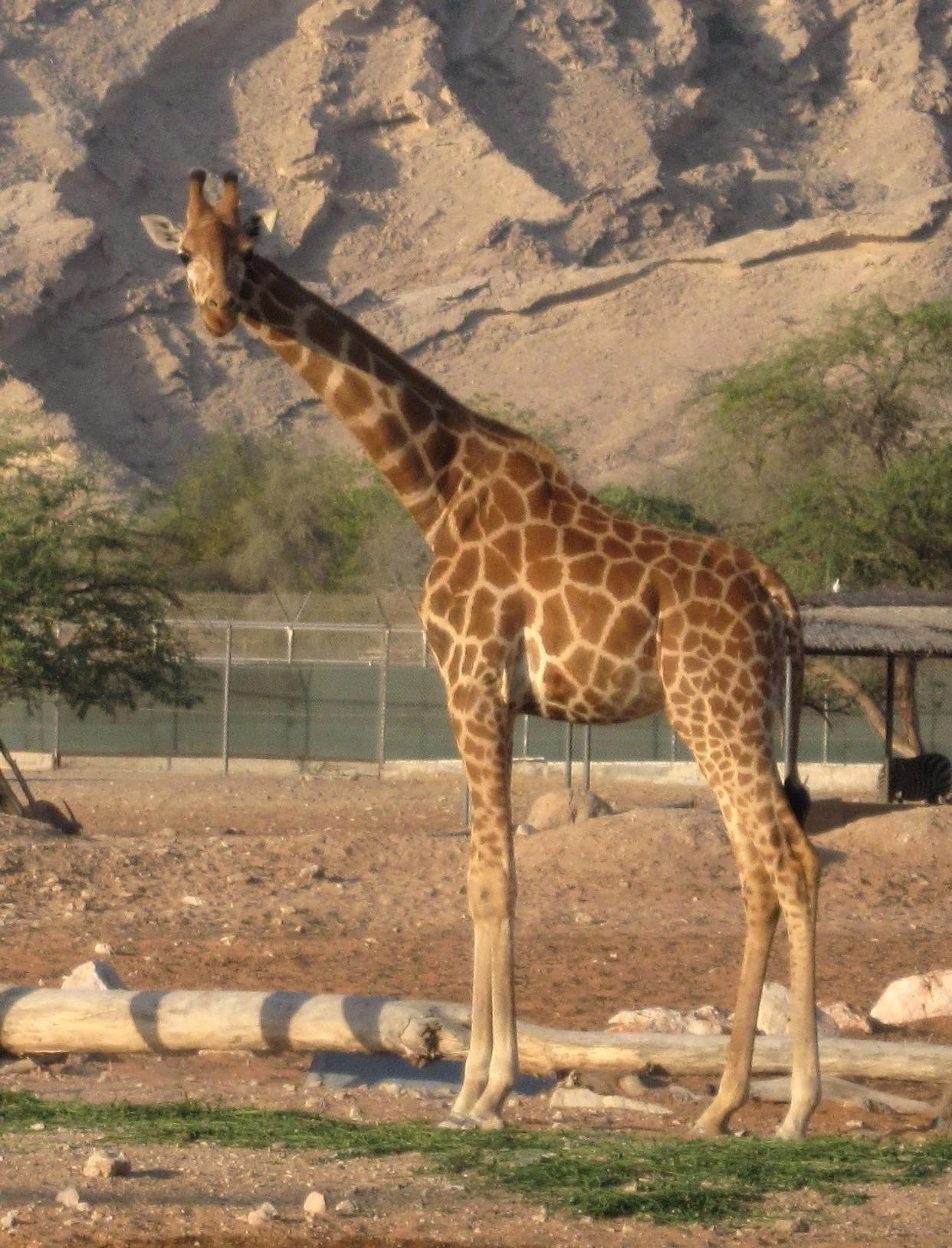

「首」字は頭を意味する。「𦣻」字（人の頭を前から見た形に象る）の古文と言われ、上部の「巛」は髪の形に象るという。
「頭」字と同義であり、古代においては音も通じていたと考えられる。また「首」字は先頭に立つ人物を表したり、物事との始まり部分、物事の要の部分を指したりする。
なお和訓の「くび」では頭部と胴部をつなぐ部分だけを指すことがあるが、これは日本的な用法である。
「首」を偏旁としてもつ字は多くなく、「道」が辵部に収められた以外、他の部に収めることができなかった字のために首部が部首として立てられているといえる。
首部には「首」の他、「馗」（九方に通じる道の意）と「馘」（戦功として敵の耳を切るの意）とがある。

## 部首の通称
- 日本：くび
- 韓国：머리수부（meori su bu、あたまの首部）
- 英米：Radical head

## 部首字
首
- 中古音
  - 広韻 - 書九切、有韻、上声
  - 詩韻 - 有韻、上声
  - 三十六字母 - 審母三等
- 現代音
  - 普通話 - ピンイン：shoǔ 注音：ㄕㄡˇ ウェード式：shou3
  - 広東語 - Jyutping:sau2 イェール式:sau2
- 日本語 - 音：シュウ（シウ）（漢音）・シュ（呉音） 訓：くび（常用漢字の訓）
- 朝鮮語 - 音：수(su) 訓：머리（meori、あたま）・우두머리（udumeori、首領・頭目）

甲骨文
小篆

## 例字
- 首
  - 2:馗、8:馘

特殊文字
- 䭫䭬䭭䭮
- 𩠐𩠑𩠒𩠓𩠔𩠕𩠖𩠗𩠘𩠙𩠚𩠛𩠜𩠝𩠞𩠟𩠠𩠡𩠢𩠣𩠤𩠥𩠦𩠧𩠨𩠩𩠪𩠫𩠬𩠭𩠮𩠯𩠰𩠱𩠲𩠳𩠴𩠵𩠶𩠷𩠸

### 最大画数
𩠹